# Liste der Biografien/Marb
Liste der Biografien |
Portal Biografien |
Personensuche
# |
A |
B |
C |
D |
E |
F |
G |
H |
I |
J |
K |
L |
M |
N |
O |
P |
Q |
R |
S |
T |
U |
V |
W |
X |
Y |
Z |
?
 
Ma |
Mb |
Mc |
Md |
Me |
Mf |
Mg |
Mh |
Mi |
Mj |
Mk |
Ml |
Mm |
Mn |
Mo |
Mp |
Mq |
Mr |
Ms |
Mt |
Mu |
Mv |
Mw |
Mx |
My |
Mz
 
Maa |
Mab |
Mac |
Mad |
Mae |
Maf |
Mag |
Mah |
Mai |
Maj |
Mak |
Mal |
Mam |
Man |
Mao |
Map |
Maq |
Mar |
Mas |
Mat |
Mau |
Mav |
Maw |
Max |
May |
Maz
 
Mara |
Marb |
Marc |
Mard |
Mare |
Marf |
Marg |
Marh |
Mari |
Marj |
Mark |
Marl |
Marm |
Marn |
Maro |
Marp |
Marq |
Marr |
Mars |
Mart |
Maru |
Marv |
Marw |
Marx |
Mary |
Marz
Die Liste der Biografien führt alle Personen auf, die in der deutschsprachigen Wikipedia einen Artikel haben. Dieses ist eine Teilliste mit 63 Einträgen von Personen, deren Namen mit den Buchstaben „Marb“ beginnt.

## Marb

### Marba
- Marbà, Alba (* 1990), spanische Reggae-Musikerin und Schauspielerin
- Marba, Jenny (1869–1942), deutsche Theater- und Filmschauspielerin
- Marbach, Christian (* 1937), französischer Ingenieur
- Marbach, Christian August Hermann (1817–1873), deutscher Physiker, Mineraloge und Kristallograph
- Marbach, Claudia (* 1966), deutsche Fachbuchautorin, Trainerin und Rednerin
- Marbach, Ernst (1893–1939), deutscher Klassischer Philologe und Gymnasiallehrer
- Marbach, Fritz (1892–1974), Schweizer Nationalökonom und Politiker (SP)
- Marbach, Gotthard Oswald (1810–1890), deutscher Philosophiedozent und Dichter
- Marbach, Johannes (1521–1581), lutherischer Theologe, Reformator und Konfessionalist
- Marbach, Johannes (* 1945), deutscher Jurist und Bibliothekar
- Marbach, Jürgen (* 1958), deutscher Unternehmer
- Marbach, Karl (1841–1916), Weihbischof in Straßburg
- Marbach, Karl (1909–2003), deutscher Verwaltungsjurist
- Marbach, Karl-Heinz (1917–1995), deutscher Marineoffizier im Zweiten Weltkrieg
- Marbach, Mirjam (* 1982), Schweizer Snowboarderin
- Marbach, Philipp (1550–1611), deutscher lutherischer Theologe
- Marbacher, Lena (* 1981), deutsche Autorin und Journalistin
- Marbaux, Jacqueline (1917–1999), französische Schauspielerin

### Marbe
- Marbe, Fay (1899–1986), US-amerikanische Tänzerin, Sängerin und Schauspielerin
- Marbe, Karl (1869–1953), deutscher Psychologe
- Marbe, Ludwig (1839–1907), deutscher Jurist und Politiker (Zentrum), MdR
- Marbe, Myriam (1931–1997), rumänische Pianistin und Komponistin
- Marbe, Nausicaa (* 1963), rumänisch-niederländische Schriftstellerin, Kolumnistin und Journalistin rumänischer Herkunft
- Marbeck, Pilgram, Persönlichkeit der süddeutschen Täuferbewegung
- Marber, Andreas (* 1961), deutscher Dramaturg
- Marber, Patrick (* 1964), englischer Komiker, Dramatiker, Regisseur, Schauspieler und Drehbuchautor
- Marberg, Lili (1876–1962), deutsche und österreichische Schauspielerin
- Marberger, Josef (1777–1811), Tiroler Freiheitskämpfer und Rechtspfleger
- Marberger, Karl (1910–1995), österreichischer Gastwirt und Politiker (ÖVP), Abgeordneter zum Nationalrat, Mitglied des Bundesrates
- Marberger, Michael (* 1942), österreichischer Urologe und Hochschullehrer

### Marbi
- Márbiz, Julio (1935–2013), argentinischer Produzent und Moderator

### Marbl
- Marble, Alice (1913–1990), US-amerikanische Tennisspielerin
- Marble, Evan (* 1972), kanadischer Eishockeyspieler
- Marble, Sebastian Streeter (1817–1902), US-amerikanischer Politiker und Gouverneur von Maine (1887–1889)
- Marbler, Hermann (* 1899), österreichischer Fußballspieler, -schiedsrichter und -funktionär
- Marbler, Margarita (* 1975), österreichische Freestyle-Skiläuferin
- Marbles, Jenna (* 1986), US-amerikanische Verfasserin von YouTube-Videos
- Marbley, Harlan (1943–2008), US-amerikanischer Boxer

### Marbo
- Marbo, Martha (1922–2004), österreichische Schauspielerin
- Marböck, Johannes (* 1935), österreichischer Alttestamentler
- Marbod († 37), markomannischer Herrscher
- Marbod von Rennes († 1123), Bischof von Rennes und Schriftsteller
- Marboe, Ernst (1909–1957), österreichischer Schriftsteller
- Marboe, Ernst Wolfram (1938–2012), österreichischer Regisseur und Intendant
- Marboe, Golli (* 1965), österreichischer Fernsehproduzent
- Marboe, Peter (* 1942), österreichischer Politiker (ÖVP), Landtagsabgeordneter, Intendant und BuchautorPeter Marboe (* 1942)

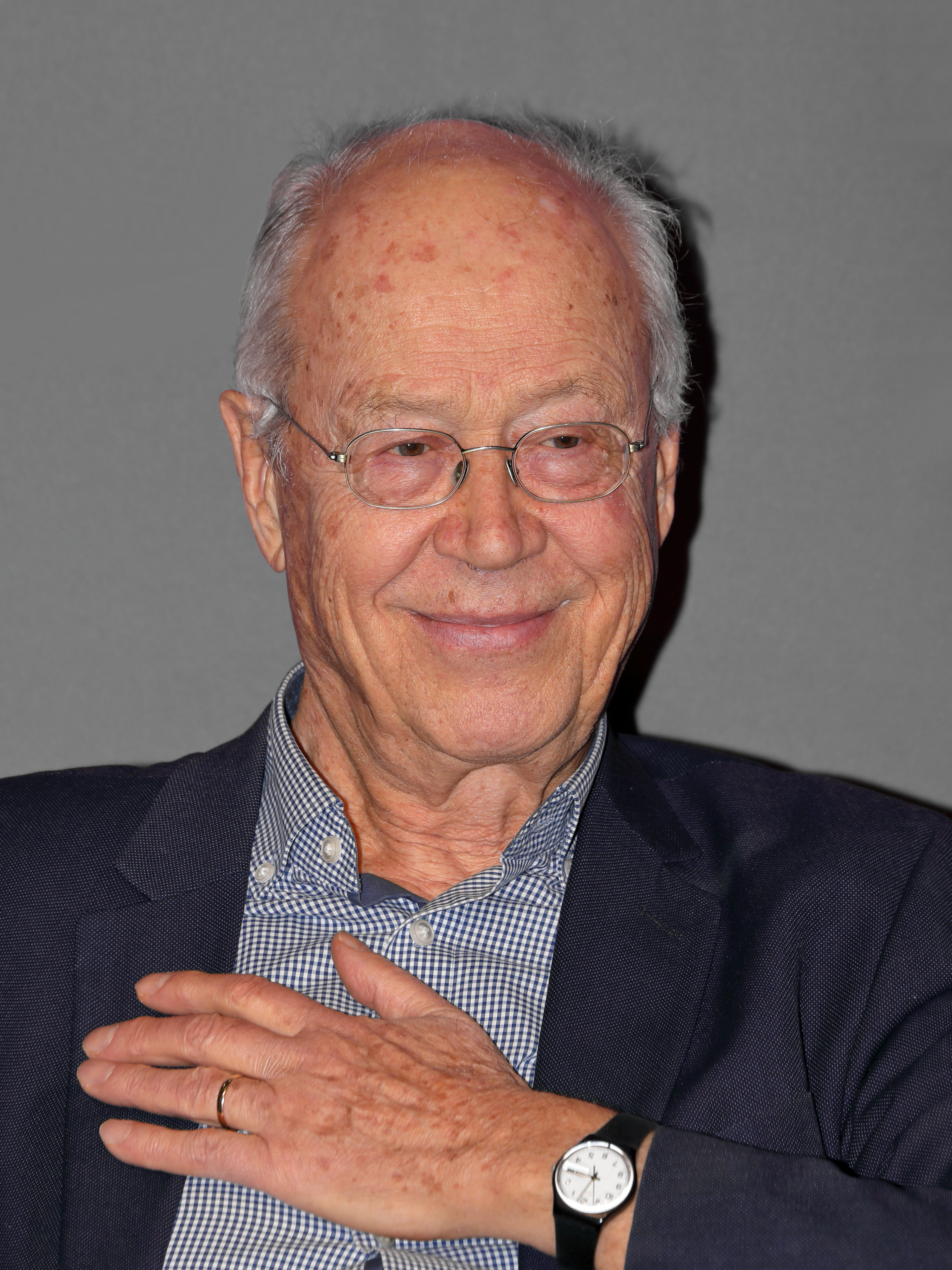
Peter Marboe (* 1942)

- Marbois-Lebrun, Sophie de (1785–1854), französische Philhellenin
- Marbot, Adolphe (1781–1844), französischer General
- Marbot, Jean-Antoine (1754–1800), französischer General und Politiker
- Marbot, Marcellin (1782–1854), französischer General
- Marbot, Rolf (1906–1974), französischer Schlagertexter, Komponist, Verleger
- Marbouty, Caroline (1804–1890), französische Autorin

### Marbu
- Marburg, Charles, US-amerikanischer Filmproduktionsleiter und Filmproduzent
- Marburg, Friedrich Wilhelm Christian (1803–1867), Hamburger Kaufmann und Politiker, MdHB
- Marburg, James (* 1982), australischer Ruderer
- Marburg, Ludwig (1808–1878), Kaufmann und Politiker
- Marburg, Otto (1874–1948), österreichischer Neurologe
- Marburger, John H. (1941–2011), amerikanischer Physiker und Hochschullehrer
- Marburger, Peter (1940–2018), deutscher Rechtswissenschaftler und Hochschullehrer
- Marbury, Elisabeth (1856–1933), US-amerikanische Theater- und Literaturagentin
- Marbury, Stephon (* 1977), US-amerikanischer BasketballspielerStephon Marbury (* 1977)

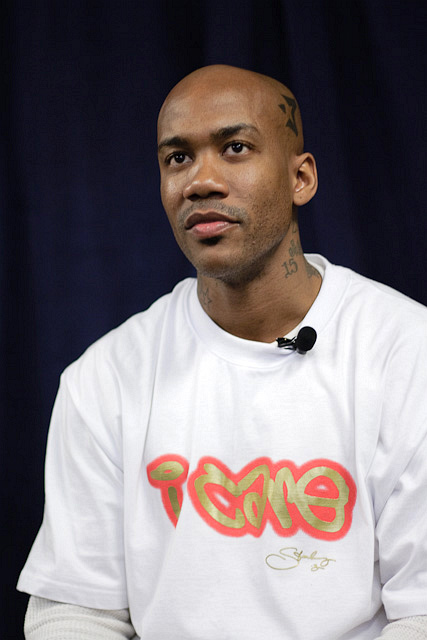
Stephon Marbury (* 1977)

### Marby
- Marby, Amalie (1834–1915), deutsche Schriftstellerin
- Marby, Friedrich Bernhard (1882–1966), deutscher Verleger, Okkultist und Esoteriker